# بخش الوار گرمسیری
بخش الوار گرمسیری یکی از بخش‌های تابعه شهرستان اندیمشک در استان خوزستان در  غرب ایران است.

## تقسیمات کشوری
- بخش الوار گرمسیری
  - دهستان حسینیه
  - دهستان قیلاب شامل روستاهای( چول، جوروند، محمودعلی، سرتاف، دره گایلان، ده دره و.....)
  - دهستان مازو
- شهرها:
  - حسینیه
  - بیدروبه

## جمعیت
بنابر سرشماری مرکز آمار ایران جمعیت بخش الوار گرمسیری شهرستان اندیمشک براساس سرشماری مرکز آمار ایران در سال ۱۳۹۵ برابر با ۱۴٬۷۸۳ نفر بوده است. شهروندان این بخش شیعه مذهب و به زبان لری بالاگریوه ای  صحبت می‌کنند.